# Rywociny (województwo mazowieckie)
Rywociny – kolonia w Polsce, położona w województwie mazowieckim, w powiecie garwolińskim, w gminie Łaskarzew.
W latach 1975–1998 kolonia należała administracyjnie do województwa siedleckiego.